# 3509 Sanshui
3509 Sanshui eller 1978 UH2 är en asteroid i huvudbältet som upptäcktes den 28 oktober 1978 av Purple Mountain-observatoriet i Nanjing, Kina. Den är uppkallad efter den kinesiska staden Sanshui.
Asteroiden har en diameter på ungefär 9 kilometer.